# Ramin Rezaeian
Ramin Rezaeian (persan : رامین رضاییان), né le 21 mars 1990 à Sari en Iran, est un footballeur international iranien qui évolue au poste d'arrière droit dans le club iranien d'Esteghlal FC.

## Biographie

### En club

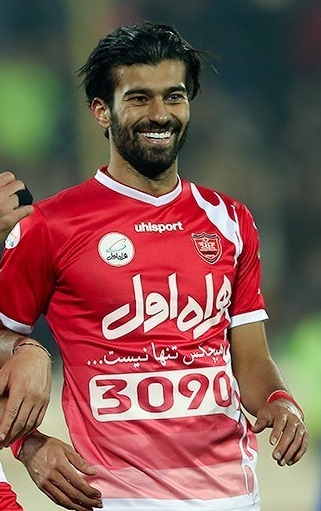
Rezaeian avec le Persépolis FC en 2015

Le 27 août 2018, son contrat le liant avec le KV Ostende prend fin.
Le 5 novembre 2018, il s'engage pour une saison plus une autre en option avec Al-Shahania.
Le 1er janvier 2021, il est prêté pour six mois à Al-Sailiya par Al-Duhail.

### Carrière internationale
Le 30 décembre 2014, il fait partie de la liste des 23 joueurs iraniens sélectionnés pour disputer la coupe d'Asie en Australie. Le 4 janvier 2015, il honore sa première sélection contre l'Irak en amical. La rencontre se solde par une victoire 1-0 des iraniens. Durant la coupe d'Asie, il dispute aucune rencontre.
Le 4 juin 2018, il fait partie de la liste des 23 joueurs iraniens sélectionnés pour disputer la coupe du monde en Russie. Le 15 juin 2018, il dispute sa première rencontre de coupe du monde contre le Maroc, lors d'une victoire 1-0 des iraniens. Le 20 juin 2018, lors de la seconde rencontre de la Team Meli, il est coupable sur le seul but de la rencontre, qui permet aux Espagnols de remporter le match (1-0). En effet, alors que Diego Costa, s'approche des cages d'Alireza Beiranvand, il tente de dégager la balle qui rebondit sur la jambe droite de l'attaquant espagnol avant d'entrer dans le but iranien. 
Le 13 novembre 2022, il est sélectionné par Carlos Queiroz pour participer à la Coupe du monde 2022.

## Palmarès

### En club
- Persépolis
  - Champion d'Iran en 2017

### Distinctions personnelles
- Nommé dans l'équipe type de la saison 2015 et 2016 (avec Persépolis)